# Hosam Aiesh
Hosam Aiesh (sinh ngày 14 tháng 4 năm 1995) là một cầu thủ bóng đá người Thụy Điển gốc Palestine hiện đang thi đấu cho FC Seoul ở vị trí tiền vệ.
Anh nói rằng có mong muốn đại diện cho Palestine trước truyền thông Thụy Điển vào tháng 8 năm 2017.
Anh là người Palestine đầu tiên thi đấu ở vòng bảng UEFA Europa league, và là người Palestine đầu tiên ghi bàn tại Europa League trước Arsenal vào ngày 22 tháng 2 năm 2018.

## Thống kê sự nghiệp
| Câu lạc bộ           | Mùa giải            | Hạng đấu            | Giải vô địch | Giải vô địch | Cúp bóng đá Thụy Điển | Cúp bóng đá Thụy Điển | Khác    | Khác      | Tổng cộng | Tổng cộng |
| Câu lạc bộ           | Mùa giải            | Hạng đấu            | Số trận      | Bàn thắng    | Số trận               | Bàn thắng             | Số trận | Bàn thắng | Số trận   | Bàn thắng |
| -------------------- | ------------------- | ------------------- | ------------ | ------------ | --------------------- | --------------------- | ------- | --------- | --------- | --------- |
| BK Häcken            | 2013                | Allsvenskan         | 0            | 0            | 1                     | 0                     | 0       | 0         | 1         | 0         |
| BK Häcken            | 2014                | Allsvenskan         | 1            | 0            | 0                     | 0                     | 0       | 0         | 1         | 0         |
| Varbergs BoIS (mượn) | 2014                | Superettan          | 11           | 1            | 1                     | 0                     | 0       | 0         | 12        | 1         |
| Östersunds FK        | 2015                | Superettan          | 24           | 2            | 0                     | 0                     | 0       | 0         | 24        | 2         |
| Varbergs BoIS (mượn) | 2016                | Superettan          | 12           | 2            | 0                     | 0                     | 0       | 0         | 12        | 2         |
| Östersunds FK        | 2016                | Allsvenskan         | 15           | 1            | 2                     | 0                     | 0       | 0         | 17        | 1         |
| Östersunds FK        | 2017                | Allsvenskan         | 15           | 1            | 0                     | 0                     | 3       | 0         | 18        | 1         |
| Tổng cộng sự nghiệp  | Tổng cộng sự nghiệp | Tổng cộng sự nghiệp | 78           | 7            | 4                     | 0                     | 3       | 0         | 85        | 7         |

## Danh hiệu

### Câu lạc bộ
Östersunds FK
- Cúp bóng đá Thụy Điển (1): 2017